# Paranoid Android (software)
Paranoid Android es un sistema operativo móvil alternativo de código abierto para teléfonos inteligentes y tabletas, basado en Android. La última versión estable es Topaz, basada en Android 13.

## Historia
Paranoid Android fue fundado por Paul Henschel a mediados de 2012, su primera versión se basó en Android Jelly Bean.
En febrero de 2015, OnePlus contrató a un grupo de miembros clave del equipo de Paranoid Android para trabajar en una nueva versión de OxygenOS. Esto causó demoras en el lanzamiento de versiones basadas en Android Lollipop.
En octubre de 2015, anunciaron que el proyecto se suspenderia. En junio de 2016, el equipo de Paranoid Android anunció que habían regresado con nuevos miembros del equipo.  Esto coincidió con el lanzamiento de una nueva versión de Paranoid Android, basada en Android Marshmallow, con el parche de seguridad de mayo y nuevas características de personalización.
El 31 de mayo de 2017, se lanzó la versión PA 7.2, basada en Android Nougat, y la característica más notable es el regreso de Pie Controls. Los dispositivos compatibles incluyen OnePlus 3 y 3T, Nexus 5X, Nexus 6P, Pixel y Pixel XL.
En agosto de 2018, la página de Google+ (hoy descontinuada) se actualizó con una nueva publicación titulada "Ser más transparente". Donde el equipo se disculpaba por la falta de soporte e información, y compartió información sobre las actividades actuales. El equipo decidió terminar los árboles de dispositivos y liberar las fuentes antes de descontinuar Oreo MR1, para empezar con el desarrollo de Android Pie. También lanzaron arte conceptual para una próxima característica llamada "Navegación de parpadeo" basada en gestos y navegación de Pie, así como un resumen de un nuevo sistema de versiones.
Desde 2020 el proyecto se relanzó con un nuevo sistema de lanzamientos estables llamado "Quartz"  (basadas en Android 10), solamente disponible para pocos dispositivos.

## Características
Paranoid Android cuenta con soporte de temas Substratum incorporado y la capacidad de tomar una captura de pantalla deslizando tres dedos.

## Dispositivos soportados
La siguiente es una lista de dispositivos compatibles con Paranoid Android:
| Marca     | Modelo                     | Code Name      | Versión de PA |
| --------- | -------------------------- | -------------- | ------------- |
| Sony      | Xperia Z1 Compact          | Amami          | 6.0.3         |
| Huawei    | Honor 5X                   | Angler         | 7.3.1         |
| Sony      | Xperia Z3 Compact          | Aries          | 6.0.3         |
| LG        | Nexus 5X                   | Bullhead       | 7.3.1         |
| Sony      | Xperia Z2 Tab LTE          | Castor         | 6.0.3         |
| Sony      | Xperia Z2 Tab WiFi         | Castor_windy   | 6.0.3         |
| Asus      | Nexus 7 2013 (4G)          | Deb            | 5.0           |
| Asus      | Max Pro M1                 | X00TD          | Quartz (10)   |
| Asus      | Max Pro M2                 | X01BD          | Quartz (10)   |
| Google    | Pixel C                    | Dragon         | 6.0.3         |
| Oppo      | Find5                      | Find5          | 4.6           |
| Oppo      | Find7                      | Find7a         | 5.0           |
| Oppo      | Find7                      | Find7s         | 5.0           |
| Asus      | Nexus 7 2013 WiFi          | Flo            | 6.0.3         |
| HTC       | Nexus 9                    | Flounder       | 6.0.3         |
| Xiaomi    | Mi 5                       | Gemini         | 7.3.1         |
| Xiaomi    | Mi 6                       | sagit          | Quartz (10)   |
| Xiaomi    | Mi 9                       | cepheus        | Quartz (10)   |
| Xiaomi    | Redmi 4A                   | rolex          | Quartz (10)   |
| Xiaomi    | Redmi 5                    | rosy           | Quartz (10)   |
| Xiaomi    | Redmi 6 Pro                | sakura         | Quartz (10)   |
| Xiaomi    | Note 8 / 8T                | ginkgo         | Quartz (10)   |
| Xiaomi    | Redmi K20 Pro / Mi 9T Pro  | raphael        | Quartz (10)   |
| Xiaomi    | Mi MIX 2                   | chiron         | Quartz (10)   |
| Asus      | Nexus 7 2012 Wifi          | Grouper        | 5.1           |
| LG        | Nexus 5                    | Hammerhead     | 7.3.1         |
| Sony      | Xperia Z1                  | Honami         | 6.0.3         |
| Sony      | Xperia Z3+/Z4              | Ivy            | 6.0.3         |
| Sony      | Xperia Z3                  | Leo            | 6.0.3         |
| Sony      | Xperia Z4 Tablet (LTE)     | Karin          | 6.0.3         |
| Sony      | Xperia Z4 Tablet (WiFI)    | Karin_windy    | 6.0.3         |
| Sony      | Xperia X Compact           | Kugo           | 7.3.1         |
| Samsung   | Galaxy Nexus               | Maguro         | 4.6           |
| LG        | Nexus 4                    | Mako           | 6.0.3         |
| Samsung   | Nexus 10                   | Manta          | 5.0           |
| Google    | Pixel XL                   | Marlin         | 7.3.1         |
| Oppo      | N1                         | N1             | 4.6           |
| OnePlus   | One                        | Bacon          | 7.3.0         |
| OnePlus   | 2                          | Oneplus2       | 6.0.2         |
| Oneplus   | X                          | Onyx           | 7.3.1         |
| OnePlus   | 3/3T                       | Oneplus3       | Quartz (10)   |
| OnePlus   | 5/5T                       | Oneplus5       | Quartz (10)   |
| OnePlus   | 6/6T                       | Oneplus6       | Quartz (10)   |
| OnePlus   | 7 Pro                      | Oneplus7Pro    | Quartz (10)   |
| OnePlus   | 7T Pro                     | Oneplus7TPro   | Quartz (10)   |
| Nextbit   | Nextbit Robin              | Robin          | 7.3.1         |
| Google    | Pixel                      | Sailfish       | 7.3.1         |
| Sony      | Xperia Z5 Premium          | Satsuki        | 6.0.3         |
| Sony      | Xperia Z3 Tab Compact      | Scorpion       | 6.0.3         |
| Sony      | Xperia Z3 Tab Compact Wifi | Scorpion_windy | 6.0.3         |
| Motorola  | Nexus 6                    | Shamu          | 7.3.1         |
| Sony      | Xperia Z2                  | Sirius         | 6.0.3         |
| Sony      | Xperia Z5                  | Sumire         | 6.0.3         |
| Sony      | Xperia X                   | Suzu           | 7.3.1         |
| Sony      | Xperia Z5 Compact          | Suzuran        | 6.0.3         |
| Asus      | Nexus 7 2012 (3G)          | Tilapia        | 4.6           |
| Sony      | Xperia Z Ultra             | Togari         | 6.0.3         |
| Samsung   | Galaxy Nexus (Verizon)     | Toro           | 4.6           |
| Samsung   | Galaxy Nexus (Sprint)      | ToroPlus       | 4.6           |
| LeEco     | Le Pro3                    | Zl1            | 7.3.1         |
| Essential | Essential PH1              | mata           | Quartz (10)   |
| Lenovo    | VIBE K5/K5 Plus            | A6020          | Quartz (10)   |
| Ainol     | Aurora II                  | Unknown        | 1.3.2         |